# Isotta Fraschini Asso 200
L'Isotta Fraschini Asso 200, noto anche con il nome di Semi-Asso o Mezzo-Asso, era un motore aeronautico 6 cilindri in linea raffreddato ad acqua prodotto dall'azienda italiana Isotta Fraschini negli anni venti.
Assieme all'Asso 500 e all'Asso 750 faceva parte di una famiglia di motori modulari, ovvero con componenti comuni ed intercambiabili, che grazie a questo garantivano costi di produzione più contenuti.

## Descrizione tecnica
Presentava, come era consuetudine per i motori dell'epoca, una configurazione con cilindri realizzati in acciaio al carbonio separati tra loro, uniti da un'unica testata in alluminio. I cilindri con le relative teste, il carter superiore, l'albero a gomiti ed i pistoni erano identici agli altri motori della serie.

## Velivoli utilizzatori
Italia
- Breda A.2
- Breda A.9
- Breda Ba.25/Mezzo-Asso
- CANT 7ter
- CANT 18 e 18bis
- CANT 22
- CANT 23
- CANT 36
- Macchi M.7
- Macchi M.18